# Franjehaai
De franjehaai (Chlamydoselachus anguineus) is een primitieve haai uit de familie Chlamydoselachidae (franjehaaien). Lange tijd werd gedacht dat het de enige soort was tot in 2009 de Zuid-Afrikaanse franjehaai (Chlamydoselachus africana) beschreven werd.

## Kenmerken
Deze grijsgroene franjehaai heeft zes kieuwspleten en één rugvin. Het lichaam is zeer langwerpig en enigszins cilindrisch, de soort lijkt niet op de bekendere haaien. De afgeplatte, reptielachtige kop, waarmee prooien uit spleten worden gegrepen, doet eveneens niet aan een haai denken. De aarsvin is groter dan de rugvin. De naam verwijst naar de franje aan de kieuwspleten. De franjehaai kan tot 2 meter lang worden.

## Leefwijze
Het zijn zeldzame, relatief onbekende diepzeehaaien. Ze leven waarschijnlijk van diepzee-inktvissen en bodemvissen. De franjehaai kan mensen indien noodzakelijk wel verwondingen toebrengen, maar er zijn geen fatale confrontaties met mensen bekend. De soort is eierlevendbarend.

## Verspreiding en leefgebied
De soort komt voor in Japan, Californië, Europa en in het noorden van Chili. Franjehaaien komen gewoonlijk voor tussen 120 en 1280 meter diep, maar af en toe komen ze ook aan de oppervlakte. In januari 2007 werd een exemplaar voor de kust van Japan aangetroffen; waarschijnlijk door sterke zeestroming uit de diepten omhooggekomen. In november 2017 werd een exemplaar voor de kust van Portugal door een trawler gevangen.

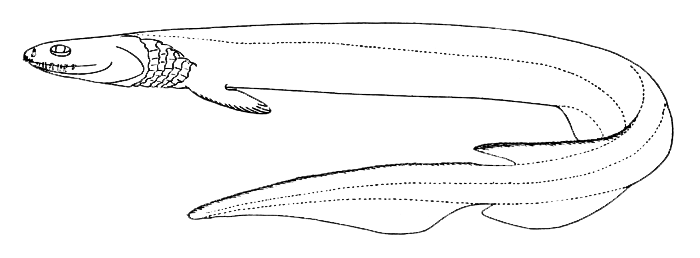
Schematische tekening van de franjehaai